# Белозерка (приток Вятки)
Белозерка — река в России, протекает в Омутнинском районе Кировской области. Устье реки находится в 1201 км по правому берегу реки Вятки. Длина реки составляет 12 км.
Исток реки в лесном массиве в 30 км к северо-востоку от города Омутнинск. Река течёт на запад, верховья проходят по ненаселённому лесу, в низовьях на берегах реки деревни Зимино и Волчата (Вятское сельское поселение). Впадает в Вятку восточнее посёлка Метрострой (Белореченское сельское поселение).

## Данные водного реестра
По данным государственного водного реестра России относится к Камскому бассейновому округу, водохозяйственный участок реки — Вятка от истока до города Киров, без реки Чепца, речной подбассейн реки — Вятка. Речной бассейн реки — Кама.
По данным геоинформационной системы водохозяйственного районирования территории РФ, подготовленной Федеральным агентством водных ресурсов:
- Код водного объекта в государственном водном реестре — 10010300212111100030030
- Код по гидрологической изученности (ГИ) — 111103003
- Код бассейна — 10.01.03.002
- Номер тома по ГИ — 11
- Выпуск по ГИ — 1